# Šipačno (Nikšić)
Pour les articles homonymes, voir Šipačno.
Šipačno (en serbe cyrillique: Шипачно) est un village de l'ouest du Monténégro, dans la municipalité de Nikšić.

## Démographie

### Évolution historique de la population[1]
| 1948 | 1953 | 1961 | 1971 | 1981 | 1991 | 2003 |
| ---- | ---- | ---- | ---- | ---- | ---- | ---- |
| 433  | 536  | 502  | 479  | 355  | 321  | 321  |